# Албарето
Албарѐто (на италиански: Albareto, на местен диалект Albarèin, Албарейн) е малко градче и община в северна Италия, провинция Парма, регион Емилия-Романя. Разположено е на 512 m надморска височина. Населението на общината е 2165 души (към 2010 г.).